# Fredericksburg (Virgínia)
Fredericksburg é uma cidade independente localizada no Estado americano de Virgínia, fundada em 1728. A sua área é de 27,2 km², sua população era de 24.286 habitantes em 2010,, um aumento de 19.279 sobre o censo de 2000, quando sua densidade populacional era de 707,6 hab/km². A população da cidade foi estimada em 29.036 habitantes em 2019.

## Características
Fredericksburg está localizada 53 milhas (85 km) ao sul de Washington, D.C. e 58 milhas (94 km) ao norte de Richmond.
Localizada perto de onde o rio Rappahannock cruza a linha de queda da costa atlântica, Fredericksburg foi um porto importante na Virgínia durante a era colonial. Durante a Guerra Civil, Fredericksburg, localizada a meio caminho entre as capitais das forças opostas, foi o local da Batalha de Fredericksburg, a subsequente "marcha na lama" e da Segunda Batalha de Fredericksburg. Essas batalhas são preservadas, em parte, como o Fredericksburg and Spotsylvania National Military Park. Mais de 10.000 afro-americanos na região deixaram a escravidão pela liberdade somente em 1862, ficando para trás das linhas da União. O turismo é uma parte importante da economia, com aproximadamente 1,5 milhão de pessoas visitando a área de Fredericksburg' anualmente, incluindo o parque do campo de batalha, o centro de visitantes do centro da cidade, eventos, museus, lojas de arte e galerias, bem como muitos locais históricos.
Fredericksburg é o lar de vários grandes centros comerciais e de varejo, incluindo o "Central Park" (em 2004, o segundo maior shopping da Costa Leste) e o "Spotsylvania Towne Center", localizado no condado de Spotsylvania, adjacente à cidade. Os principais empregadores incluem a "University of Mary Washington" , a "Mary Washington Healthcare" e a "GEICO". Muitos residentes da área de Fredericksburg vão para o trabalho de carro, ônibus e trem para Washington, D.C. e Richmond, bem como para os condados de Fairfax, Prince William e Arlington.

## Cidades irmãs
- Este (Pádua), Itália
- Fréjus, França
- Catmandu, Nepal
- Schwetzingen, Alemanha
- Princes Town, Gana